# Utira (Panamá)
Utira é um corregimento no distrito de Rio de Jesus, província de Veraguas, Panamá, com uma população de 314 a partir de 2010. A sua população em 1990 era 393, A sua população a partir de 2000 era 318.